# Adelbert Wölfl

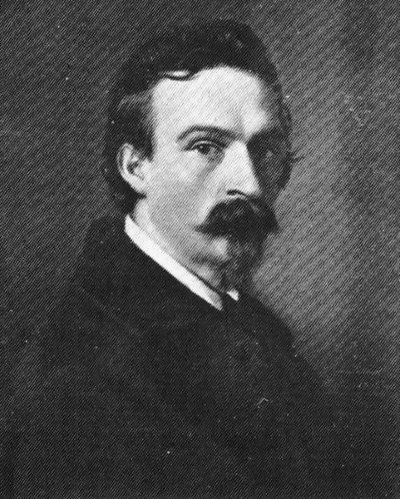
Adelbert Wölfl, 1855, Gemälde von Emil Brehmer (1822–1895)

Adelbert Wölfl (* 9. Mai 1823 in Frankenstein, Landkreis Frankenstein; † 7. November 1896 in Breslau) war ein deutscher Maler.

## Leben

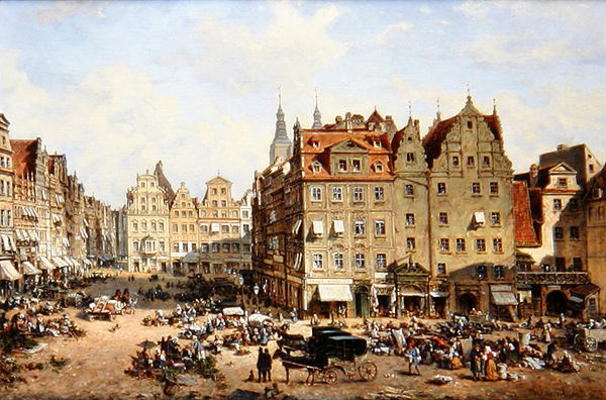
Breslauer Marktplatz 1877

Wölfls Vater war ein Frankensteiner Färbermeister. Seit 1838 wohnte er in Breslau. Zunächst besuchte er das St. Matthias-Gymnasium, 1843 wechselte er zum Friedrichsgymnasium, wo er 1845 das Abitur erwarb. Danach studierte er Philosophie und Philologie an der Schlesischen Friedrich-Wilhelms-Universität zu Breslau. 1850 wurde Wölfl Schüler und Sekretär des Breslauer Porträtmalers Ernst Resch. 1857 begann er eine Studienreise durch Deutschland, Österreich und Italien.
Seine frühesten Werke stellten romantische Landschaften dar. Zurück in Breslau schuf er ein Bild, das das alte St. Barbara-Krankenhaus darstellte und ihm einen beachtlichen Erfolg brachte. Seitdem wurden die Ansichten Breslaus das Hauptthema seiner weiteren Werke.
Er zeigte seine Zeichnungen, Aquarellen und Ölbilder auf den Ausstellungen des Schlesischen Kunstvereins. Er gab Zeichenunterricht und lieferte Illustrationen. Er illustrierte u. a. das Hermann-Luchs-Werk „Schlesische Fürstenbilder des Mittelalters“. 1897 erschienen Wölfls Alt-Breslauer Ansichten in Siegfried Laboschins Radierungen.
Wölf wohnte in sehr bescheidenen Verhältnissen im Haus in der Mohnhauptstraße. Er starb in Armut und wurde auf dem St. Laurentius-Friedhof bestattet. Sein Grab wurde 1927 eingeebnet.
Nach 1945 sind die meisten seiner Werke verschollen. 1993 fand im Breslauer Nationalmuseum eine Ausstellung Wölfls Werke statt.